# Wyszesław Włodzimierzowic
Wyszesław Włodzimierzowic (ur. ok. 977, zm. 1010 w Nowogrodzie Wielkim) – książę nowogrodzki z dynastii Rurykowiczów. Najstarszy syn Włodzimierza I Wielkiego.